# Kotka Eagles 2023
Questa voce raccoglie le informazioni riguardanti i Kotka Eagles nelle competizioni ufficiali della stagione 2023.

## Maschile

### I-divisioona 2023

#### Stagione regolare
| Pirkkala 3 giugno 2023, ore 16:00 2ª giornata | Pirkkala Spartans | 17 – 48 (10-7 7-20 0-8 0-13) referto | Kotka Eagles | Pirkkalan keskuskenttä (101 spett.)\| Arbitro: \| Janhuba \| |
| Arbitro:                                      | Janhuba           |                                      |              |                                                              |

| Kotka 10 giugno 2023, ore 18:00 3ª giornata | Kotka Eagles | 55 – 22 (7-6 20-0 20-14 8-2) referto | Oulu Northern Lights | Karhulan keskuskenttä (80 spett.)\| Arbitro: \| Kalliokoski \| |
| Arbitro:                                    | Kalliokoski  |                                      |                      |                                                                |

| Kotka 18 giugno 2023, ore 16:00 4ª giornata | Kotka Eagles | 81 – 6 (20-6 20-0 34-0 7-0) referto | Helsinki Wolverines II | Karhulan keskuskenttä (125 spett.)\| Arbitro: \| Janhuba \| |
| Arbitro:                                    | Janhuba      |                                     |                        |                                                             |

| Kotka 30 giugno 2023, ore 18:30 5ª giornata | Kotka Eagles | 66 – 26 (6-6 40-7 6-6 14-7) referto | Vantaan TAFT | Karhulan keskuskenttä (150 spett.)\| Arbitro: \| N. Olsson \| |
| Arbitro:                                    | N. Olsson    |                                     |              |                                                               |

| Helsinki 9 luglio 2023, ore 18:00 6ª giornata | Helsinki Wolverines II | 22 – 44 (0-28 0-8 14-8 8-0) referto | Kotka Eagles | Velodromo di Helsinki\| Arbitro: \| T. Lindroos \| |
| Arbitro:                                      | T. Lindroos            |                                     |              |                                                    |

| Vantaa 21 luglio 2023, ore 18:00 8ª giornata | Vantaan TAFT | 6 – 31 (6-7 0-14 0-7 0-3) referto | Kotka Eagles | Myyrmäen jalkapallostadion |

| Kotka 29 luglio 2023, ore 14:00 9ª giornata | Kotka Eagles | 20 – 48 (0-14 7-13 7-21 6-0) referto | Tampere Saints | Arto Tolsa Areena (200 spett.)\| Arbitro: \| Lamminsalo \| |
| Arbitro:                                    | Lamminsalo   |                                      |                |                                                            |

#### Playoff
| Kotka 12 agosto 2023, ore 18:00 Semifinale | Kotka Eagles | 21 – 23 (7-10 14-6 0-7 0-0) referto | Pirkkala Spartans | Karhulan keskuskenttä (120 spett.)\| Arbitro: \| Olsson \| |
| Arbitro:                                   | Olsson       |                                     |                   |                                                            |

### Statistiche di squadra
| Competizione      | %Vittorie | In casa | In casa | In casa | In casa | In casa | In casa | In trasferta | In trasferta | In trasferta | In trasferta | In trasferta | In trasferta | Totale | Totale | Totale | Totale | Totale | Totale |
| Competizione      | %Vittorie | G       | V       | N       | P       | Pf      | Ps      | G            | V            | N            | P            | Pf           | Ps           | G      | V      | N      | P      | Pf     | Ps     |
| ----------------- | --------- | ------- | ------- | ------- | ------- | ------- | ------- | ------------ | ------------ | ------------ | ------------ | ------------ | ------------ | ------ | ------ | ------ | ------ | ------ | ------ |
| Stagione regolare | .857      | 6       | 0       | 0       | 6       | 64      | 283     | 6            | 0            | 0            | 6            | 31           | 304          | 7      | 6      | 0      | 1      | 345    | 147    |
| Playoff           | .000      | 1       | 0       | 0       | 1       | 21      | 23      | 0            | 0            | 0            | 0            | 0            | 0            | 1      | 0      | 0      | 1      | 21     | 23     |
| Totale            | .750      | 6       | 0       | 0       | 6       | 64      | 283     | 6            | 0            | 0            | 6            | 31           | 304          | 8      | 6      | 0      | 2      | 366    | 170    |

### Statistiche personali

#### Marcatori
| Giocatore    | Ruolo | TD rush | TD recv | TD int | TD p.ret | TD k.ret | TD oth | Xp1  | Xp2 | FG | Saf | Totale |
| ------------ | ----- | ------- | ------- | ------ | -------- | -------- | ------ | ---- | --- | -- | --- | ------ |
| M. Wilfong   |       | 1       | 16+1    | 0      | 1        | 0        | 0      | 0    | 1   | 0  | 0   | 116    |
| M. Raudver   |       | 6+1     | 4       | 0      | 0        | 0        | 0      | 0    | 1   | 0  | 0   | 68     |
| P. McMahon   |       | 7       | 1       | 0      | 0        | 0        | 0      | 0    | 0   | 0  | 0   | 48     |
| S. Viinamäki |       | 1       | 5       | 0      | 0        | 0        | 0      | 0    | 2   | 0  | 0   | 40     |
| E. Silto     |       | 0       | 0       | 0      | 0        | 0        | 0      | 22+3 | 1   | 1  | 0   | 30     |
| J. Heinisalo |       | 1       | 1       | 0      | 0        | 0        | 0      | 0    | 1   | 0  | 0   | 14     |
| S. Thu       |       | 0       | 2       | 0      | 0        | 0        | 0      | 0    | 1   | 0  | 0   | 14     |
| L. Aho       |       | 0       | 1       | 0      | 0        | 0        | 0      | 0    | 0   | 0  | 0   | 6      |
| J. Bitans    |       | 1       | 0       | 0      | 0        | 0        | 0      | 0    | 0   | 0  | 0   | 6      |
| R. Kajaste   |       | 0       | 0       | 1      | 0        | 0        | 0      | 0    | 0   | 0  | 0   | 6      |
| R. Kamppi    |       | 0       | 0       | 0      | 0        | 0        | 1      | 0    | 0   | 0  | 0   | 6      |
| R. Viinamaki |       | 0       | 0+1     | 0      | 0        | 0        | 0      | 0    | 0   | 0  | 0   | 6      |
| Carpelan     |       | 1       | 0       | 0      | 0        | 0        | 0      | 0    | 1   | 0  | 0   | 2      |
| T. Russell   |       | 0       | 0       | 0      | 0        | 0        | 0      | 0    | 0   | 0  | 1   | 2      |

#### Passer rating
| Giocatore    | G   | Att    | Comp   | Int | Yds      | TD   | NFL    | NCAA   |
| ------------ | --- | ------ | ------ | --- | -------- | ---- | ------ | ------ |
| Carpelan     | 7+1 | 170+20 | 113+12 | 4+0 | 1436+110 | 30+2 | 121,62 | 185,51 |
| S. Viinamäki | 1+1 | 2+3    | 1+0    | 0+1 | 28+0     | 0+0  |        |        |
| M. Raudver   | 1   | 1      | 0      | 0   | 0        | 0    |        |        |
| M. Wilfong   | 1   | 1      | 0      | 0   | 0        | 0    |        |        |

## Femminile

### Naisten I-divisioona 2023

#### Stagione regolare
| Kotka 3 giugno 2023, ore 14:00 1ª giornata | Kotka Eagles | 14 – 13 (6-7 0-6 2-0 6-0) referto | Wasa Royals | Karhulan keskuskenttä |

| Jyväskylä 11 giugno 2023, ore 18:00 2ª giornata | Jyväskylä Jaguars | 14 – 0 (0-0 0-0 7-0 7-0) referto | Kotka Eagles | Viitaniemen kenttä |

| Kotka 17 giugno 2023, ore 16:00 3ª giornata | Kotka Eagles | 28 – 38 (6-8 8-8 6-22 8-0) referto | Helsinki Roosters | Karhulan keskuskenttä |

| Vaasa 2 luglio 2023, ore 15:00 4ª giornata | Wasa Royals | 36 – 34 (d.t.s.) (7-8 3-6 6-0 6-8 14-12) referto | Kotka Eagles | Kaarlen kenttä |

| Kotka 8 luglio 2023, ore 12:00 5ª giornata | Kotka Eagles | 12 – 0 (6-00-0 0-0 6-0) referto | Jyväskylä Jaguars | Karhulan keskuskenttä |

| Helsinki 15 luglio 2023, ore 14:00 6ª giornata | Helsinki Roosters | 26 – 22 (0-0 14-0 6-14 6-8) referto | Kotka Eagles | Velodromo di Helsinki |

#### Playoff
| Vaasa 30 luglio 2023, ore 15:00 Semifinale | Wasa Royals | 13 – 8 (7-8 0-0 6-0 0-0) referto | Kotka Eagles | Kaarlen kenttä |

### Statistiche di squadra
| Competizione      | %Vittorie | In casa | In casa | In casa | In casa | In casa | In casa | In trasferta | In trasferta | In trasferta | In trasferta | In trasferta | In trasferta | Totale | Totale | Totale | Totale | Totale | Totale |
| Competizione      | %Vittorie | G       | V       | N       | P       | Pf      | Ps      | G            | V            | N            | P            | Pf           | Ps           | G      | V      | N      | P      | Pf     | Ps     |
| ----------------- | --------- | ------- | ------- | ------- | ------- | ------- | ------- | ------------ | ------------ | ------------ | ------------ | ------------ | ------------ | ------ | ------ | ------ | ------ | ------ | ------ |
| Stagione regolare | .333      | 3       | 2       | 0       | 1       | 54      | 51      | 3            | 0            | 0            | 3            | 56           | 76           | 6      | 2      | 0      | 4      | 110    | 127    |
| Playoff           | .000      | 0       | 0       | 0       | 0       | 0       | 0       | 1            | 0            | 0            | 1            | 8            | 13           | 1      | 0      | 0      | 1      | 8      | 13     |
| Totale            | .286      | 3       | 2       | 0       | 1       | 54      | 51      | 4            | 0            | 0            | 4            | 56           | 89           | 7      | 2      | 0      | 5      | 118    | 140    |